# Acrab
Acrab o Beta Scorpii (β Sco, β Scorpii) (del árabe Al Aqrab, "el alacrán") es una estrella de la constelación de Escorpio que no es, contrariamente a lo que indica su denominación β, la segúnda estrella más brillante de dicha constelación sino la sexta.
Acrab es en realidad un sistema quíntuple de estrellas, en el que sus dos principales integrantes (β1 y β2) están separadas por 13,7 segundos de arco, orbitando una alrededor de otra cada 16.000 años.
β1 posee a su vez dos compañeras, la primera a una distancia de unos 0,5 segundos de arco, y la segunda a sólo 0,001 pársec y un periodo orbital de 6,8 días lo que hace que β1 aparezca como una binaria espectroscópica
β2 es asimismo una binaria espectroscópica situándose su compañera a sólo 0,1 pársec de distancia.
Acrab es también conocida como Graffias, que en griego significa "pinza del cangrejo".